# Chi Cá chép
Chi Cá chép (danh pháp khoa học: Cyprinus) là một chi trong họ Cá chép (Cyprinidae), được biết đến nhiều nhất là thành viên phổ biến rộng khắp có tên gọi thông thường là cá chép (Cyprinus carpio). Các loài khác được biết đến và tìm thấy nói chung trong các khu vực khá hữu hạn của châu Á, trong một số trường hợp chỉ có ở một vài hồ đơn lẻ. Theo www.fishbase.org thì có 24 loài là hợp lệ trong chi này với Cyprinus carpio có 3 phân loài được công nhận, mặc dù số danh pháp mà trang này thống kê được là 343.

## Các loài
- Cyprinus acutidorsalis Wang, 1979 - cá chép vây nhọn
- Cyprinus barbatus Chen và Huang, 1977 - cá chép Nhĩ Hải. Hồ Nhĩ Hải, Vân Nam, Trung Quốc.
- Cyprinus carpio Linnaeus, 1758 - cá chép
- Cyprinus chilia Wu, Yang và Huang trong Wu, Yang, Yue và Huang, 1963 (đồng nghĩa: Cyprinus carpio chilia) - cá chép Kỷ Lộc. Hồ Kỷ Lộc, Vân Nam, Trung Quốc
- Cyprinus dai Nguyễn và Đoàn, 1969 - cá trữ.
- Cyprinus daliensis Chen và Huang, 1977 - cá chép Đại Lý. Hồ Nhĩ Hải, Vân Nam, Trung Quốc.
- Cyprinus exophthalmus Mai, 1978
- Cyprinus fuxianensis Yang và ctv. trong Chen và Huang, 1977 (đồng nghĩa: Cyprinus micristius fuxianensis) - cá chép Phủ Tiên. Hồ Phủ Tiên.
- Cyprinus hieni Nguyem & Ho, 2003
- Cyprinus hyperdorsalis Nguyễn, 1991
- Cyprinus ilishaestomus Chen và Huang, 1977 - cá chép vây nhọn. Hồ Kỷ Lộc, Vân Nam, Trung Quốc.
- Cyprinus intha Annandale, 1918
- Cyprinus longipectoralis Chen và Huang, 1977 - cá chép xuân. Hồ Nhĩ Hải, Vân Nam, Trung Quốc.
- Cyprinus longzhouensis Yang và Hwang trong Chen và Huang, 1977
- Cyprinus megalophthalmus Wu và ctv., 1963 - cá chép mắt to. Vân Nam, Trung Quốc.
- Cyprinus melanes (Mai, 1978) (đồng nghĩa: Cyprinus centralus Nguyễn và Mai, 1994) - cá dầy, cá chép Việt Nam.
- Cyprinus micristius Regan, 1906 - cá chép nhỏ. hồ Điền Trì, Vân Nam, Trung Quốc.
- Cyprinus multitaeniata Pellegrin và Chevey, 1936 - cá lợ than thấp
- Cyprinus pellegrini Tchang, 1933 - cá chép đầu to. Hồ Tinh Vân và hồ Kỷ Lộc, Vân Nam, Trung Quốc.
- Cyprinus qionghaiensis Liu, 1981
- Cyprinus quidatensis Nguyen, Le, Le & Nguyen, 1999
- Cyprinus rubrofuscus Lacepčde, 1803 (đồng nghĩa: Cyprinus carpio rubrofuscus).
- Cyprinus yilongensis Yang và ctv. trong Chen và Huang, 1977 - cá chép Dị Long. Hồ Dị Long, Vân Nam, Trung Quốc.
- Cyprinus yunnanensis Tchang, 1933 - cá chép Vân Nam. Hồ Kỷ Lộc, Vân Nam, Trung Quốc.